# Good Thing
Good Thing è il secondo album in studio del cantante statunitense Leon Bridges, pubblicato il 4 maggio 2018.

## Tracce
1. Bet Ain't Worth the Hand – 3:05
2. Bad Bad News – 3:27
3. Shy – 3:14
4. Beyond – 4:00
5. Forgive You – 3:41
6. Lions – 3:02
7. If It Feels Good (Then It Must Be) – 3:14
8. You Don't Know – 2:52
9. Mrs. – 4:02
10. Georgia to Texas – 4:09

## Classifiche
| Classifica (2021) | Posizione massima |
| ----------------- | ----------------- |
| Grecia            | 49                |